# Investeerder-staatarbitrage
Investeerder-staatsarbitrage (Engels: Investor-State Dispute Settlement, ISDS) is een voorziening in internationale handelsverdragen en internationale investeringsovereenkomsten die de investeerder het recht geeft om zelfstandig een arbitragezaak tegen een vreemde overheid aanhangig te maken op basis van internationale wetgeving. Bijvoorbeeld: een investeerder investeert in land A, dat deelnemer is van een internationaal handelsverdrag dat een ISDS-clausule bevat. Als land A een wet aanneemt die het verdrag schendt, kan de investeerder een schadeclaim indienen bij de overheid van land A. Deze schadeclaim wordt vervolgens behandeld door een daarvoor opgericht tribunaal.

## Context en voorgeschiedenis
In de meeste landen laat het algemene recht investeerders - ook buitenlandse - toe om de overheid aan te spreken als ze schade lijden door haar toedoen. De trias politica, met een onafhankelijke rechterlijke macht, is geconcipieerd om een onpartijdige behandeling te bieden, ook als de staat zelf partij is in het geding.
Voorts kan een staat op basis van het traditionele internationaal recht schade die door een vreemde mogendheid is toegebracht aan haar ingezetene verhalen op basis van diplomatieke bescherming. Naast diplomatieke bescherming en uitoefening van diplomatieke druk kunnen staten ad hoc commissies en arbitragetribunalen oprichten om schadeclaims van elkaars ingezetenen te behandelen.
Investeerder-staatsarbitrage speelt zich af buiten deze kanalen om. Het was de toenmalige voorzitter van Deutsche Bank, Hermann Abs, die op de proppen kwam met het concept. Het was onderdeel van een code die hij in oktober 1957 voorstelde op de International Industrial Development Conference en omschreef als de Magna Carta voor buitenlandse investeringen. Het mechanisme werd verworpen maar dook nadien op in verdragen met landen waar investeerders geen vertrouwen hadden in de rechterlijke macht, noch in het diplomatieke proces. 
In de jaren 1960-1969 werd het idee opgepikt door de Wereldbank, die van oordeel was dat een dergelijke regeling armere landen kon helpen om buitenlandse investeringen aan te trekken. Op de jaarvergadering van 1964 in Tokio werd een resolutie aangenomen om een mechanisme op te starten voor het behandelen van rechtszaken van investeerders tegen staten. Dit mondde uit in de oprichting van het ICSID. In de aanhef van de ICSID-Conventie wordt het doel van de regeling omschreven als "internationale samenwerking voor economische ontwikkeling." Van meet af aan was er echter scherpe oppositie van een aantal ontwikkelingslanden, die vreesden voor een aanslag op hun soevereiniteit. Een groep van 21 landen — bijna heel Latijns-Amerika, plus Irak en de Filipijnen — stemde tegen in Tokio. Maar de Wereldbank ging toch door met de plannen.

## Actuele praktijk
Sedert de laatste decennia worden directe buitenlandse investeringen beschermd door een groeiend netwerk van meer dan 2750 bilaterale investeringsverdragen (BIT's), multilaterale investeringsverdragen (MIT's, zoals het Energiehandvestverdrag) en vrijhandelsverdragen, zoals het Noord-Amerikaanse vrijhandelsverdrag NAFTA. De meerderheid van deze overeenkomsten bevat juridische instrumenten die buitenlandse investeerders significante bescherming bieden en mogelijkheden om schade rechtstreeks te verhalen bij de deelnemende overheden indien zo'n verdrag wordt geschonden. Volgens een rapport van de UNCTAD uit 2013 waren in totaal meer dan 240 van dergelijke arbitragezaken afgesloten, waarvan circa 42% eindigde in een uitspraak ten gunste van de betrokken overheid en circa 31% ten gunste van de klagende investeerder. De overige zaken (circa 27%) werden geschikt.
Nog volgens UNCTAD waren Nederlandse eisers verantwoordelijk voor 61 ingestelde zaken (eind 2013). Dit komt doordat Nederland veel investeringsverdragen met ISDS heeft afgesloten en het bovendien niet vereist dat de eiser er een reële activiteit uitoefent. Meer dan twee derde van de zaken is ingesteld door postbusfirma's.
Grote en belangrijke handelsverdragen met dergelijke arbitrageclausules waarover in 2014-2016 onderhandeld wordt, zijn het Trans-Pacific Partnership (TPP) tussen de Verenigde Staten en diverse landen aan de Stille Oceaan, het Transatlantic Trade and Investment Partnership (TTIP) tussen de Europese Unie en de Verenigde Staten, en het CETA-verdrag tussen de Europese Unie en Canada.

### Artikel 11 van het NAFTA-verdrag

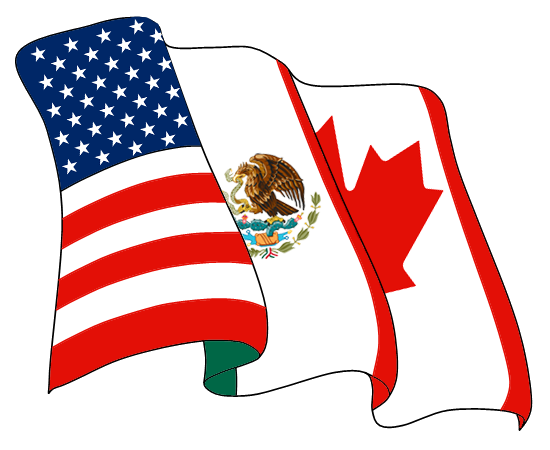
Artikel 11 van NAFTA bevat een investeerder-staatvoorziening.

Een belangrijk voorbeeld van ISDS is te vinden in artikel 11 van het NAFTA-verdrag. Dit artikel geeft investeerders uit een van de NAFTA-ondertekenaars (Canada, de Verenigde Staten en Mexico) het recht om schadeclaims tegen de overheden van andere NAFTA-landen rechtstreeks in te dienen bij een international arbitragetribunaal. Daarvoor hoeven niet eerst de nationale beroepsprocedures te worden gevolgd, zoals blijkt uit artikel 1121 van NAFTA. Dit is het eerste voorbeeld van dergelijke internationale arbitrage tussen ontwikkelde landen.

## Tribunalen
Claims van investeerders kunnen aanhangig worden gemaakt door alle rechtspersonen. Investeringstribunalen bestaan over het algemeen uit drie arbiters, waarbij een wordt gekozen door de klagende partij, een door de verdedigende partij en een in gezamenlijk overleg tussen de partijen of de door hen gekozen arbiters wordt benoemd, afhankelijk van de van toepassing zijnde procedures voor het conflict.

## Toepassingsgevallen

### Occidental Petroleum vs. Ecuador
Op 5 oktober 2012 kreeg de firma Occidental Petroleum ("Oxy") een schadevergoeding van 2,36 miljard dollar (rente inbegrepen) in een arbitragezaak tegen Ecuador. Het Amerikaanse oliebedrijf had de zaak aangespannen bij het ICSID op grond van een bilateraal investeringsverdrag tussen de VS en Ecuador. Aanleiding was het beëindigen van een boorconcessie en het in beslag nemen van de installaties in 2006, op grond van wetsovertredingen door Oxy (onrechtmatige overdracht van productierechten, overtreding van de hydrocarburenwetgeving). Het tribunaal erkende de inbreuken, maar oordeelde dat ze niet ernstig genoeg waren om de beëindiging te verantwoorden. Ecuador stelde een vernietigingsberoep in wegens machtsoverschrijding en bekwam dat het bedrag van de veroordeling herleid werd tot 1,06 miljard dollar.

### Vattenfall vs. Duitsland(luchtvervuiling)
Elektriciteitsproducent Vattenfall spande in 2009 een rechtszaak in tegen Duitsland bij het ICSID in Washington en vorderde betaling van 1,4 miljard euro. Aanleiding was de strenge watervergunning van de stad Hamburg, die volgens het Zweedse bedrijf de winstgevendheid van de in aanbouw zijnde kolencentrale van Moorburg zou aantasten. Het kwam niet tot een uitspraak doordat de partijen in augustus 2010 een schikking troffen. Ze kwam er nadat Vattenfall door een Duitse rechtbank in het gelijk was gesteld. Het bedrag van de schikking werd niet bekendgemaakt, maar zou "geheel bevredigend" zijn geweest voor Vattenfall.

### Vattenfall vs. Duitsland(kernuitstap)
In 2012 trok Vattenfall opnieuw naar het ICSID tegen de gedwongen sluiting van haar drie nucleaire centrales in het kader van de Duitse kernuitstap. Het arbitragepanel van ICSID zal moeten oordelen of Duitsland die beslissing genomen heeft in overeenstemming met de Fair and Equitable Treatment-clausule van het Energiehandvestverdrag. Als de arbiters ontkennend antwoorden, riskeert het land 4,7 miljard euro schadevergoeding te moeten betalen.

### Philip Morris vs. Australië
Nieuwe Australische wetgeving die de homogene verpakking van tabaksproducten verplicht maakte, bewoog Philip Morris ertoe om een schade-claim in te dienen bij het Permanent Hof van Arbitrage. De zaak werd aanhangig gemaakt op grond van een bilateraal investeringsverdrag met Hongkong door Philip Morris Asia, dat zich enige maanden ná de aankondiging van de wetswijziging had ingekocht in het Australische filiaal van de groep. Op 17 december 2015 verklaarde het hof de zaak niet-ontvankelijk. De herstructurering had als voornaamste of zelfs enige doel een klacht te kunnen indienen onder het verdrag, wat als rechtsmisbruik werd aanzien.

### Yukosaandeelhouders vs. Rusland
In 2005 stelden drie meerderheidsaandeelhouders van de gefailleerde oliemaatschappij Yukos een arbitrale vordering in tegen Rusland. Ze beweerden dat het faillissement neerkwam op een onteigening zonder vergoeding, in strijd met artikel 13.1 van het Energiehandvestverdrag. Rusland verdedigde de belastingmaatregelen die tot het faillissement hadden geleid onder verwijzing naar grootschalige ontduiking en zei verder dat het land hoe dan ook het verdrag niet volledig geratificeerd had. Niettemin verklaarden de drie arbiters van het het Permanent Hof van Arbitrage de vordering in 2009 ontvankelijk, en op 28 juli 2014 veroordeelde het panel Rusland tot 50 miljard dollar schadevergoeding, naast advocatenkosten. Deze reusachtige veroordeling werd op 20 april 2016 ongedaan gemaakt door de rechtbank van Den Haag. De rechtbank oordeelde dat de arbitrale clausule in het investeringsverdrag niet door het parlement was goedgekeurd en dat het Arbitragehof zich dus onterecht bevoegd had verklaard.

### Clive Palmer vs. Australië
In 2020 eiste de Australische zakenman Clive Palmer van de West-Australische regering $27,8 miljard Australische dollar, voor een in 2002 overeengekomen, maar misgelopen investering in de ontginning van ijzererts in de Pilbara-regio. Nadat hij die zaak verloor voor het Hooggerechtshof, verhuisde hij twee van zijn ondernemingen naar Singapore, en eiste van daaruit bij een internationaal tribunaal – intussen bijna 300 miljard Australische dollar – van de regering. Palmer’s bedrijven beroepen zich daarbij op een ISDS-clausule in de ASEAN-Australia New Zealand Free Trade Agreement. In een tweede zaak van 2023 eiste Palmer 41,3 miljard dollar wegens een misgelopen steenkoolinvestering.

## Kritiek
De opname van ISDS-voorzieningen in internationale handelsverdragen wordt door sommige critici gezien als een bedreiging voor de nationale soevereiniteit. Dergelijke mechanismen zouden de beleidsruimte van nationale overheden beperken, onder meer op de terreinen van volksgezondheid, milieubescherming en mensenrechten. Deze critici stellen dat claims of de angst voor claims door investeerders tegen staten het onmogelijk maakt om een effectief beleid op te zetten op deze terreinen. Iedere wets- of beleidswijziging zou de winstverwachting van buitenlandse investeerders kunnen aantasten, en de staat zou dat moeten compenseren. Bovendien hebben zij kritiek op de trend dat deze arbitragezaken in beslotenheid worden beslist, door tribunalen die bestaan uit handelsadvocaten die zelf in andere zaken kunnen optreden namens de klagende partijen, die geen verantwoording voor hun beslissingen hoeven af te leggen aan het publiek en die niet gebonden zijn aan het respecteren van grondwetten of mensenrechtenverdragen.
Digitale-rechtenactivist Joe Karaganis beschrijft ISDS-voorzieningen als de opkomst van 'bedrijfssoevereiniteit'. Volgens journalist-activist Glyn Moody geeft deze term aan dat bedrijven de "gelijke" worden van de staat.
Vanwege deze en andere bezwaren tegen ISDS-voorzieningen, besloot de Australische overheid in 2011 om in de toekomst geen handelsverdragen te sluiten die ISDS-clausules bevatten: Ecuador richtte een commissie op die het nut van de 26 investeringsverdragen van het land moest onderzoeken. De commissie kwam tot het besluit dat de verdragen nadelig uitvielen en kondigde aan dat ze de opzegging ervan zou aanbevelen.
Meer dan 200 Amerikaanse middenveldorganisaties en milieubewegingen drongen er op 2 november 2023 in een brief aan president Biden op aan om de ISDS-clausules in bestaande investeringsverdragen en vrijhandelsovereenkomsten op te doeken. De groepen stellen dat het afschaffen van ISDS - dat de rechten van bedrijven voorrang gaf boven die van regeringen, mensen en de planeet - nodig is om overheidsbeleid te beschermen voor een schone energietransitie.

### Opzeggingen
Naast Australië hebben Ecuador, India, Indonesië, Zuid-Afrika, Oeganda, Tanzania en Venezuela verdragen met ISDS-clausules opgezegd en maatregelen getroffen om de eigen rechtbanken te versterken. Brazilië heeft nooit een investeringsverdrag met arbitragehoven geratificeerd.

## Investment Court System
In antwoord op de bezwaren tegen ISDS organiseerde de EU-Commissie in 2014 een TTIP-consultatieronde.  Als gevolg hiervan stelde de Commissie een permanent Hof voor investeringsgeschillen voor (“Stelsel van investeringsgerechten”, Investment Court System, ICS). Dit nieuwe Hof zou ten opzichte van ISDS een vooruitgang betekenen op volgende punten: 
- Het Hof wordt openbaar en permanent;
- Er wordt voorzien in een gelegenheid tot het instellen van beroep;
- Rechters zullen vastbenoemd zijn;
- Het begrip ‘ontvankelijke zaken’ wordt nauwkeuriger omschreven;
- Het recht van de overheden om te reguleren wordt bevestigd.

Critici zijn echter niet overtuigd, vooral omdat de tweesporenjustitie van investeringsarbitrage overeind blijft. Ook het Duitse Verbond van Rechters verwierp de nieuwe voorstellen 
. 
Bovendien moet het voorstel nog onderhandeld worden met een sceptische VS-delegatie. Zakenkringen zijn evenmin enthousiast over de nieuwe regeling, onder meer omdat de rechten van overheden te ver zouden gaan. 
De Europese Commissie heronderhandelde met succes het investeringsverdrag met Canada, met het doel de ISDS-clausule te vervangen door dit Investment court System, en stelt voor het nieuwe Hof ook te introduceren in de onderhandelingen over het Trans-Atlantisch Vrijhandels- en Investeringsverdrag. In september 2017 stelde de EU in een nota de oprichting van een MultiIateral Investment Court voor.

## Verenigde Naties
Binnen de United Nations Commission On International Trade Law wordt overlegd over een herziening van de investeerder-staatsarbitrage.